# Linnaeosicyos
Linnaeosicyos là một chi thực vật có hoa trong họ Cucurbitaceae.

## Loài
Chi Linnaeosicyos gồm các loài: